# Clase Choe Hyon
La clase Choe Hyon (Hangul: 최현급 구축함, Hanja: 崔賢級驅逐艦) es una clase de destructores de misiles guiados de la Armada Popular de Corea (KPN). El primer buque fue presentado por el Ejército Popular de Corea el 30 de diciembre de 2024.

## Historia
El 25 de abril de 2025 se botó el primer barco.
Durante la botadura del segundo buque en Chongjin, se produjo un grave accidente, que podría dañar el casco. Kim Jong Un lo calificó de grave accidente y afirmó que el buque debe ser reparado para la próxima sesión plenaria del Partido en junio.

## Desarrollo

### Nombre
El barco líder recibió su nombre en honor a Choe Hyon, un general norcoreano que sirvió como general en el Ejército Unido Antijaponés del Nordeste y que más tarde se convirtió en el Ministerio de las Fuerzas Armadas del Pueblo de Corea del Norte.

### Diseño
Es el primer buque de superficie de la Armada Popular de Corea que está equipado con un radar de antenas en fase y un sistema de lanzamiento vertical.

## Unidades
- Choe Hyon (51): botado el 25 de abril de 2025
- desconocido: botado el 21 de mayo de 2025, hundido en su botadura